# Pond Hill
Pond Hill är en kulle i Antarktis. Den ligger i Sydshetlandsöarna. Argentina, Chile och Storbritannien gör anspråk på området. Toppen på Pond Hill är 190 meter över havet.
Terrängen runt Pond Hill är kuperad. En vik av havet är nära Pond Hill österut. Trakten är glest befolkad. Närmaste befolkade plats är Commandante Ferraz Station, 13,8 kilometer nordost om Pond Hill. 